# Croagh Patrick
Croagh Patrick (del irlandés Cruach Phádraig, que significa 'el monte de (San) Patricio'), llamado The Reek, es un monte de 764 metros y un importante lugar de peregrinación que se encuentra en el condado de Mayo, Irlanda. Está a 8 kilómetros de Westport, por encima de los pueblos de Murrisk y Lecanvey. Todos los años, en el Reek Sunday, cuadrando con el último domingo de julio, los peregrinos suben este monte. Pertenece a un valle glaciar en la Bahía de Clew formado durante la última glaciación. Croagh Patrick es parte de una cadena montañosa mayor que va de este a oeste; el pico más bajo, ubicado en la parte más occidental, se conoce como Ben Goram.

## Nombre
El nombre Croagh Patrick proviene del irlandés Cruach Phádraig, que significa “el monte de San Patricio”. Es conocido localmente como "the Reek", un término del inglés irlandés que significa pila de paja o almiar. En tiempos paganos era conocido como Cruachán Aigle o Cruach Aigle, denominado de esta manera en fuentes como el Cath Maige Tuired, el Buile Shuibhne, el Dindshenchas en verso, y en una entrada de los Anales de Ulster del año 1113. Cruachán es simplemente un diminutivo de montón, pero no se sabe a ciencia cierta qué significa Aigle. Puede que sea un préstamo del latín aquila “águila” (más a menudo escrita como aicile o acaile) o que se trate del nombre de una persona. Además de su significado literal, es bastante probable que cruach, en la denominación pagana, tenga alguna relación con Crom Cruach (deidad de la Irlanda precristiana). 
El Marqués de Sligo, cuya residencia se encuentra cerca de Westport House, posee los títulos de Barón Mount Eagle y Conde de Altamont, ambos derivados de nombres alternativos (Cruachán Aigle; monte alto) para Croagh Patrick. 

## Peregrinaje
El último domingo de julio (Reek Sunday), miles de peregrinos suben al monte Croagh Patrick en honor a San Patricio, quien, de acuerdo con la tradición, ayunó y rezó en la cima del monte durante 40 días en el año 441. En la cumbre hay una capilla donde se celebran las misas.  
Desde la antigüedad los peregrinos ascienden el monte descalzos como acto de penitencia, una práctica que continúa a día de hoy. La peregrinación se celebra desde hace al menos 1.500 años. Es probable que sea anterior al cristianismo y fuese originalmente un ritual asociado a la festividad gaélica de Lughnasadh. Las peregrinaciones se hacían hasta la cima de muchas otras montañas en este período del año, como el monte Brandon en Munster, Slieve Donard en Ulster y el monte Church en Leinster.   
Algunos peregrinos llevan a cabo ‘rituales de circunvalación’, en los cuales rezan mientras caminan en el sentido de las agujas del reloj. Dan siete vueltas alrededor del túmulo de Leacht Benáin (tumba de Benan), quince vueltas alrededor del perímetro circular de la cumbre, siete vueltas alrededor de Leaba Phádraig (lecho de Patrick), y después otras siete vueltas alrededor de los siete antiguos sepulcros conocidos como Reilig Mhuire (cementerio de Mary). En la época medieval, los peregrinos cargaban piedras como acto de penitencia, o para representar el propósito de sus plegarias. Se transportaban a un montículo de piedras, situado o bien en la cima del monte, o en el collado, que marca el punto medio no oficial justo antes de emprender la última fase de la ascensión a la cumbre. Se creía que esta tradición de transportar piedras o rocas en una peregrinación, para añadirlas a un montículo, traía buena suerte a los peregrinos. Esto se puede ver en muchas antiguas vías de peregrinación, la más conocida es el Camino de Santiago. 

## Tochar Phádraig
El camino de San Patricio (en irlandés: Tochar Phádraig) es una antigua ruta de peregrinación de unos 30 kilómetros que va desde la Abadía Ballintubber hasta el monte sagrado de Croagh Patrick. El camino lleva el nombre de San Patricio, pero en realidad es anterior al cristianismo. Se estima que se construyó alrededor del año 350 a. C. como la principal ruta que iba desde Cruachan (la sede de los reyes de Connacht) a Cruachan Aigle, el nombre original de Croagh Patrick. La ruta de Tochar Phádraig volvió a ganar popularidad y fue reabierta como sendero turístico de peregrinaje por la fundación Pilgrim Paths of Ireland (Sendas de peregrinaje de Irlanda); recorrer los 30 kilómetros lleva alrededor de diez horas.

## La capilla de la cumbre
La existencia de una capilla en la cumbre llamada Teampall Phádraig se remonta al menos al siglo V. En 1994, en una excavación arqueológica se encontraron restos de cimientos allí. En el año 824, los arzobispos de Armagh y Tuam discreparon sobre quién tenía la jurisdicción en la zona. 
En este lugar se construyó una pequeña capilla, que se inauguró el 20 de julio de 1905. Durante la peregrinación del 31 de junio de 2005, Michael Neary, arzobispo de Tuam, inauguró una placa conmemorando su centenario. 

## Descubrimiento de oro
Se descubrió una veta de oro en el monte en la década de los 80. Sin embargo, debido a la resistencia local llevada a cabo por el Mayo Environmental Group (Grupo Ecologista del Condado de Mayo) encabezado por Paddy Hopkins, el consejo del condado de Mayo decidió prohibir la explotación minera del lugar.